# Eres mi religión
«Eres mi religión» es el título del segundo sencillo y de la novena canción del sexto álbum de estudio de la banda de rock en español mexicana Maná titulado Revolución de amor (2002).
El videoclip fue grabado en el 25 de septiembre de 2002 en Guanajuato y lanzado a fines de octubre de ese mismo año.
En la semana del 12 de octubre de 2002 la canción debutó en el número 47 del U.S. Billboard Hot Latin Tracks, después de 12 semanas el 4 de enero de 2003 se colocó en la posición número 17 y se mantuvo por 23 semanas.

## Versiones
- Existe una versión italiana con la colaboración de Zucchero, en el álbum de edición europea de Revolución de amor.
- La canción tiene su versión en portugués titulada "Você É Minha Religião" e interpretada por Maná con la colaboración de Jorge e Mateus.

## Posiciones en la lista
| Lista (2003)                                | Posición |
| ------------------------------------------- | -------- |
| U.S. Billboard Hot Latin Tracks             | 17       |
| U.S. Billboard Latin Pop Airplay            | 13       |
| U.S. Billboard Latin Tropical/Salsa Airplay | 37       |